# Гурдуза, Екатерина Павловна
Екатерина Павловна Гурдуза (в девичестве Табанская) — звеньевая колхоза «XXII партсъезд» Фалештского района Молдавской ССР, Герой Социалистического Труда (31.12.1965).
Родилась 28 августа 1941 года в селе Новая Челаковка (Челакэука-Ноуэ), ныне Фалештский район Молдавии.
Работала там же, в 1958—1967 годах колхозница, звеньевая свекловодческого звена колхоза «XXII партсъезд» («Конгресул ХХІІ ал партидулуй»).
За получение высоких урожаев сахарной свеклы Указом Президиума Верховного Совета СССР от 31.12.1965 присвоено звание Героя Социалистического Труда с вручением ордена Ленина и золотой медали «Серп и Молот». На тот момент носила фамилию Табанская.
В 1967 году окончила заочное отделение Кишинёвского сельскохозяйственного института. В1967-1969 гг. агроном колхоза имени Жданова в том же районе.
С 1969 года агроном, с 1970 года бригадир табаководческой бригады колхоза «XXII партсъезд». Находилась в этой должности по состоянию на 1989 год. Получала в среднем с гектара более 25 центнеров табачного листа.
Делегат XVI съезд ВЛКСМ (1971) и III Всесоюзного съезда колхозников (1969).
Член КПСС с 1965 года. Избиралась делегатом XXVII съезда КПСС (1986) и членом ЦК Компартии Молдавии.